# 1,2-二氟-1,1,2,2-四氯乙烷
1,2-二氟-1,1,2,2-四氯乙烷（1,2-Difluoro-1,1,2,2-tetrachloroethane）是一种有机化合物，属于卤代烃，化学式为CCl2FCCl2F。

## 性质
- 折射率：（{\displaystyle \ n_{D}^{25}}）1.4130
- 水溶解度：0.012 g/100 mL
- 蒸气压：5.3 kPa (20°C)
- 相对蒸气密度：7.0（空气＝1）
- 临界压力：3.44 MPa
- 临界温度：278 °C
- 对中枢系统有很强的麻醉作用。

## 制备
六氯乙烷与氟化氢在五氯化锑催化下进行反应，经碱洗、水洗、分馏和提纯，得三氯三氟乙烷，同时副产四氯二氟乙烷。
{\displaystyle \ CCl_{3}CCl_{3}+3HF\ {\xrightarrow[{140^{o}C,\ 0.5MPa}]{SbCl_{5}}}\ CClF_{2}CFCl_{2}+3HCl}
副反应：
{\displaystyle \ CCl_{3}CCl_{3}+2HF\rightarrow CCl_{2}FCCl_{2}F+2HCl}
{\displaystyle \ CCl_{3}CCl_{3}+4HF\rightarrow CClF_{2}CClF_{2}+4HCl}

## 用途
- 用于制取致冷剂、麻醉剂、气溶胶、推进剂、精密仪器清洗剂、治疗牛的肝蛭驱虫剂。
- 用作树脂中间体。